# Le Droit des femmes
Le Droit des femmes (en español: El Derecho de las mujeres) es un semanario feminista francés publicado de 1869 a 1891. Creado y editado por el periodista Léon Richer, fue apoyado financieramente en su inicio por la escritora feminista Maria Deraismes. El periódico defendió numerosas causas sobre los derechos de las mujeres pero no apostó por el sufragio femenino. Fue uno de los periódicos más longevos sobre este tema en el siglo XIX.

## Historia
El primer número apareció el 10 de abril de 1869 por iniciativa de Léon Richer, que fue además editor, redactor en jefe y, en un primer momento, principal autor de sus artículos.
Este librepensador se asocia a la brillante oradora y autora feminista Maria Deraismes, que apoyó financieramente el periódico y contribuyó en la redacción. También colaboró la periodista Julie-Victoria Daubié redactando numerosos artículos económicos y crónicas sobre los derechos de las mujeres.
La publicación del semanal de interrumpió el 11 de agosto de 1870 a causa de la guerra franco-prusiana de 1870, y se retomó el 24 de septiembre de 1871 bajo el nombre El Porvenir de las mujeres, menos reivindicativo.
A mediados de los años 1870, Eugénie Potonié-Pierre  asumió la secretaría y contribuyó de manera regular en los contenidos del periódico. Maria Deraismes y Léon Richer organizaron el "Congreso internacional del derecho de las mujeres" en julio/agosto de 1878, al término del cual Richer restableció el nombre original del periódico el 5 de enero de 1879 : El Derecho de las mujeres.
En 1885, con el periódico a punto de quebrar Léon Richer decidió bajar el precio de 8 a 4 céntimos y disminuir el número de páginas de dieciséis a doce. Pero los problemas no se resuelven y el periódico continúa dependiendo de donaciones y subvenciones de la Liga francesa por el derecho de las mujeres, creada por el propio Richer en 1882.
En diciembre de 1891 el periódico desapareció. Léon Richer abandonó el movimiento feminista a causa de su edad (tenía casi 70 años), su salud cada vez más precaria y sobre todo a causa de los problemas generados por la división del movimiento feminista de la época. El Derecho de las mujeres fue el periódico feminista del siglo XIX más gran longevo.

## Línea editorial
Publicado en París, El Derecho de las mujeres se ocupa de cuestiones políticas y sociales relacionadas con los derechos de las mujeres así como de la actualidad literaria y económica. El primero objetivo del semario – profundamente republicano – es promover reformas en favor de los derechos de las mujeres. Entre sus reivindicaciones está la creación de un consejo de la familia que ayudaría a las mujeres cuyos maridos o padres tienen un comportamiento abusivo, una mejor educación para las hijas, el aumento de los salarios para las mujeres con el fin de reducir la prostitución, la defensa del principio « a trabajo igual, salario igual », la admisión de las mujeres cualificadas en las profesiones que les son vetadas hasta entonces. 
A pesar de la defensa de los derechos civiles de las mujeres, este periódico no militó para reivindicar el derecho de voto de las mujeres.